# بويني
بويني (بالفرنسية: Boeny)‏ هي منطقة في شمال غرب مدغشقر. تحدها منطقة صوفيا من الشمال الشرقي، وبيستيبوكا من الجنوب، وميلاكي من الجنوب الغربي. عاصمة المنطقة هي ماهاجانجا، ويُقدَّر عدد سكانها بـ799.675 نسمة في عام 2013. تبلغ مساحة بويني 31,046 كم مربع (11,987 ميل مربع).

## التقسيمات الإدارية
تنقسم منطقة بويني إلى ست مقاطعات، تنقسم إلى 43 بلدية.
- Ambato-Boeni District
- ماهاجانجا
- Mahajanga II
- Marovoay District
- Mitsinjo District
- Soalala District